# Maarten Slappendel
Maarten Slappendel (Rotterdam, 6 april 1930) is een Nederlands beeldhouwer. Hij wordt ook vermeld als Martien Slappendel en Martin Slappendel.

## Leven en werk
Maarten Slappendel is een zoon van Evert Slappendel en Clazina Johanna Roggeveen. Hij studeerde in 1956 af aan de Rotterdamse Academie van beeldende kunsten, in de richting boetseren en beeldhouwen. Slappendel woonde en werkte in Rotterdam. Hij maakte veelal figuratieve vrouw- en kindfiguren in brons en chamotte.
Hij trouwde in 1956 met textielkunstenares Pauline Merkus (1932-1998), die ook aan de Rotterdamse Academie heeft gestudeerd. Vier jaar later hadden zij een gezamenlijke expositie met Hendrik Arnold in de zaal naast de Paradijskerk.

## Werken (selectie)
- 1955-1960 vrouwenfiguur, beeldentuin Kasteel Keukenhof, Lisse
- 1962 reliëf voor school in Hillegersberg (gesloopt)[5]
- 1963 vijf beeldjes voor de drenteltuin van de Geriatische Inrichting Beekbergen
- 1964 Ruiters. Stond eerder aan de Biezenkreek in IJsselmonde, staat sinds 2018 onder het knooppunt Kleinpolderplein[6]
- 1965 Carrousel, Molièreweg, Lombardijen

## Galerij

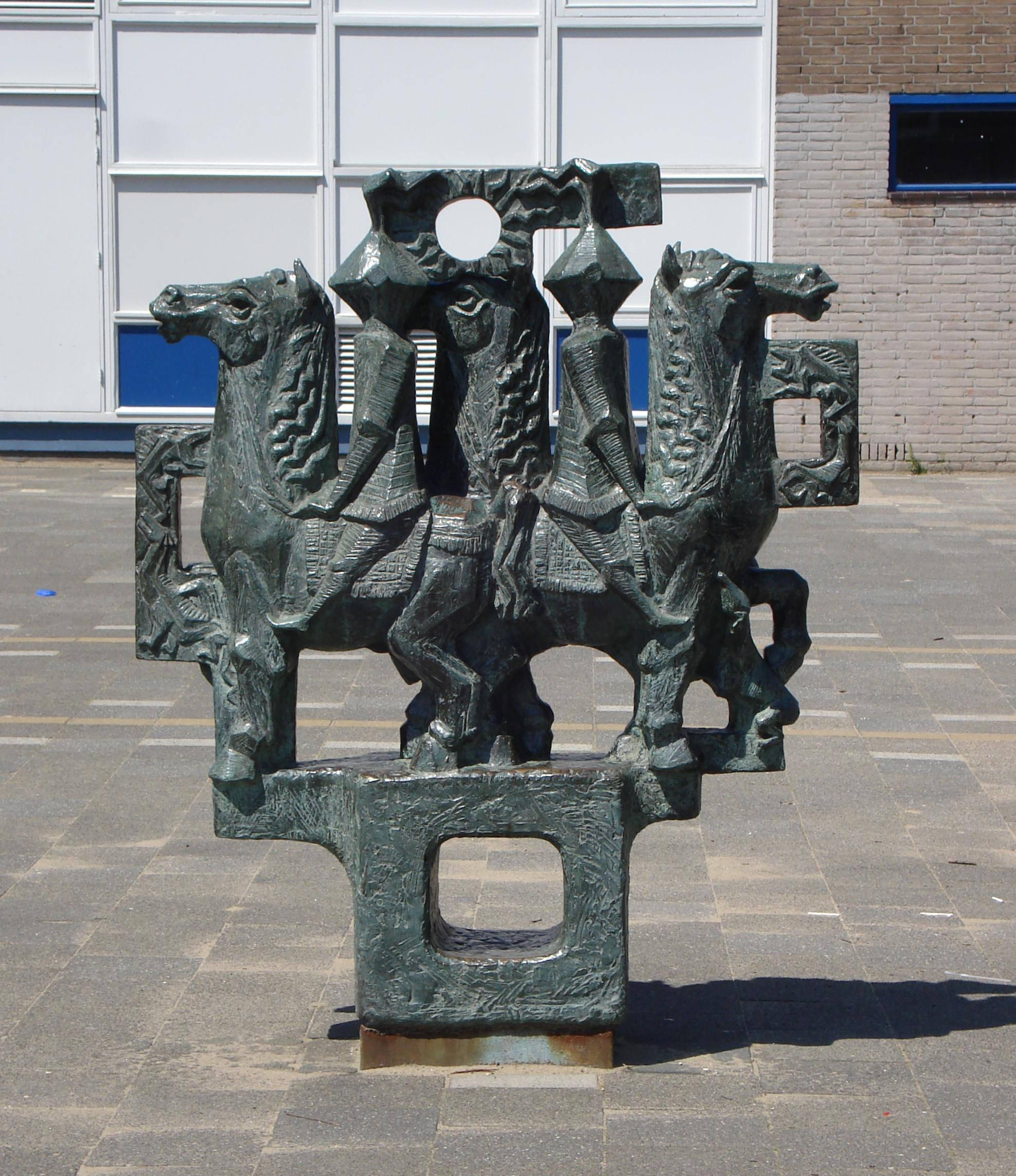
Ruiters
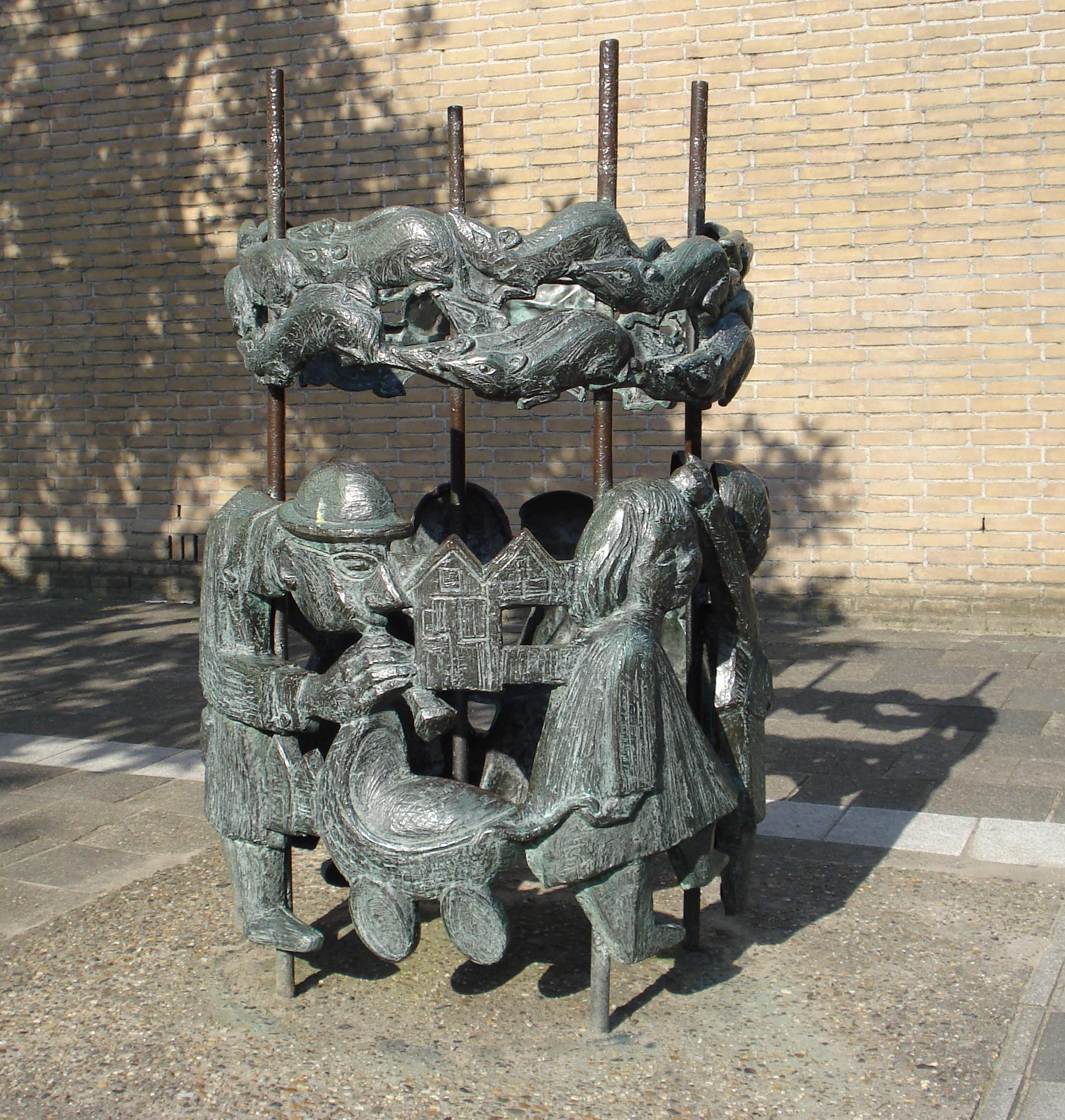
Carrousel

- RKD-Nederlands Instituut voor Kunstgeschiedenis: 72998